# Sunja

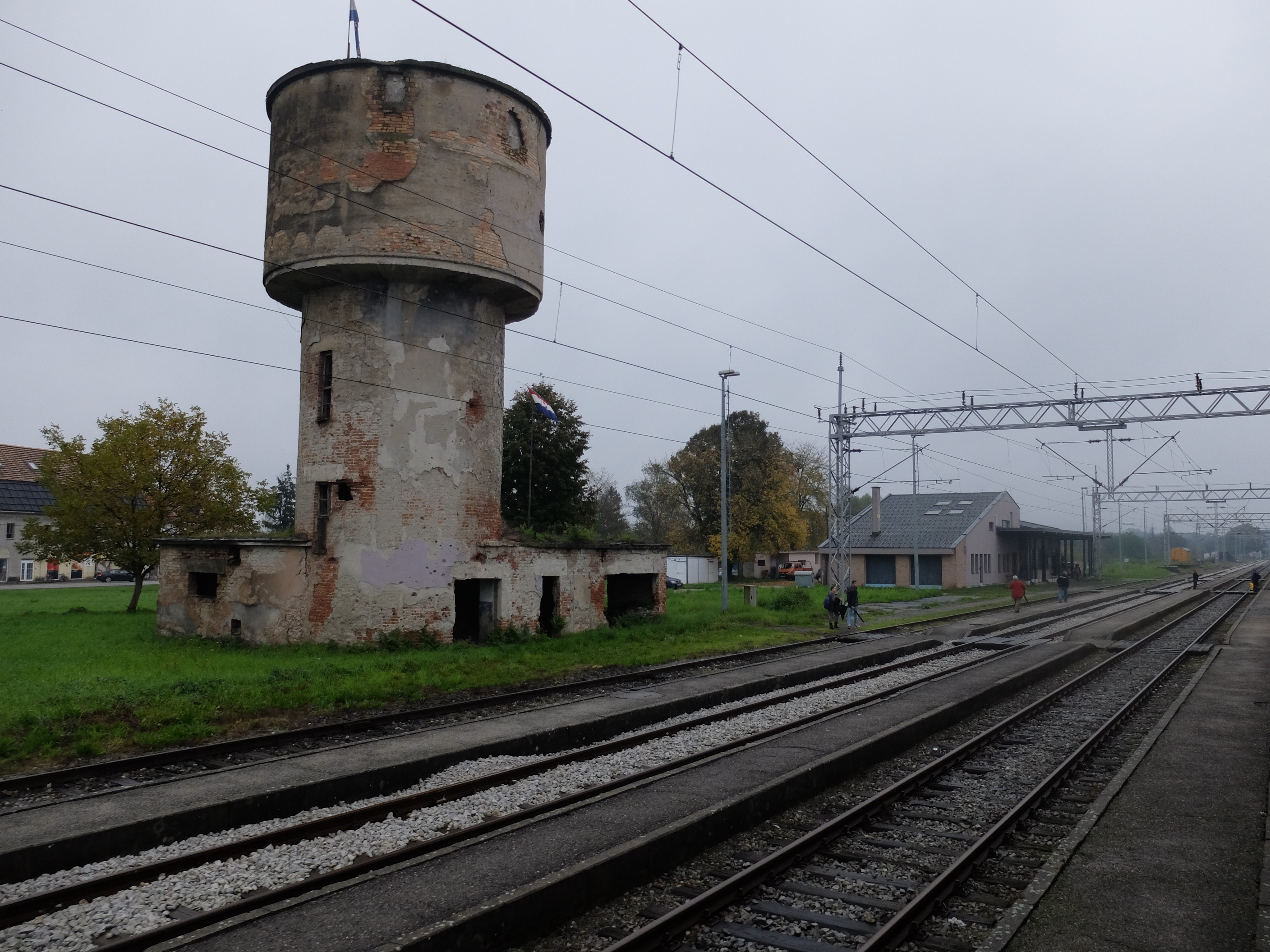
Gare

Sunja est un village et une municipalité située dans le comitat de Sisak-Moslavina, en Croatie. Au recensement de 2001, la municipalité comptait 7 376 habitants, dont 79,53 % de Croates et 17,46 % de Serbes ; le village seul comptait 1 397 habitants.

## Localités
La municipalité de Sunja compte 40 localités (au recensement de 2011):
| - Bestrma - 86 - Bistrač - 40 - Blinjska Greda - 35 - Bobovac - 330 - Brđani Cesta - 135 - Brđani Kosa - 103 - Čapljani - 37 - Četvrtkovac - 232 - Crkveni Bok - 117 - Donja Letina - 30 - Donji Hrastovac - 217 - Drljača - 277 - Gornja Letina - 71 - Gradusa Posavska - 89 | - Greda Sunjska - 366 - Ivanjski Bok - 35 - Jasenovčani - 41 - Kinjačka - 213 - Kladari - 7 - Kostreši Šaški - 71 - Krivaj Sunjski - 120 - Mala Gradusa - 20 - Mala Paukova - 39 - Novoselci - 38 - Papići - 56 - Petrinjci - 183 - Pobrđani - 22 - Radonja Luka - 31 | - Šaš - 307 - Selišće Sunjsko - 37 - Sjeverovac - 33 - Slovinci - 152 - Staza - 220 - Strmen - 135 - Sunja - 1 412 - Timarci - 119 - Vedro Polje - 119 - Velika Gradusa - 87 - Vukoševac - 21 - Žreme - 65 |